# 何西庆
何西庆（1958年6月—），女性，甘肃镇原人，中共党员。中华人民共和国政治人物。西北师范学院中文系毕业，长江商学院在职研究生学历。

## 生平
1977年，文化大革命结束后，何西庆考入西北师范学院。历任海南省旅游局办公室主任，省民政厅副厅长，中共海南省委组织部副部长兼老干部局局长、常务副部长，省纪委常委等职务，2010年出任中共昌江黎族自治县委书记。2013年1月当选海南省人民政府副省长。2018年1月，转任海南省人大常委会副主任。2022年1月，辞去海南省人大常委会副主任职务。